# Giro podaljšana petstrana piramida
| Giro podaljšana petstrana piramida | Giro podaljšana petstrana piramida |
| ---------------------------------- | ---------------------------------- |
| Rhombohedron                       |                                    |
| Vrsta                              | Johnsonovo telo J10-J11-J12        |
| Stranske ploskve                   | 3x5 trikotnikov 1 petkotnik        |
| Robovi                             | 25                                 |
| Oglišča                            | 11                                 |
| Dualni polieder                    | -                                  |
| Konfiguracija oglišča              | 5(33.5) 1+5(35)                    |
| Simetrijska grupa                  | C5v                                |
| Vrtilna grupa                      | C5, [5]+, (*55)                    |
| Lastnosti                          | konveksna                          |
| mreža telesa                       |                                    |

Giro podaljšana petstrana piramida je eno izmed Johnsonovih teles (J11). Kot že ime kaže, ga lahko dobimo tako, da vzamemo petstrano piramido, ki jo giro podaljšamo (J32 ali J33) tako, da vrinemo desetstrano antiprizmo med njeni polovici. 
Lahko jo tudi obravnavamo kot izginjajoči ikozaeder ali ikozaeder (petstrana piramida, J2), ki je narezan z ravnino. Ostala Johnsonova telesa dobimo tako, da narežemo večkratne petstrane piramide iz ikozaedra:  
Giro podaljšana petstrana kupolarotunda je eno izmed Johnsonovih teles, ki so kiralna, ker imajo levo in desno obliko. Obe kiralni obliki telesa J47 se ne smatrata za različni Johnsonovi telesi.  
V letu 1966 je Norman Johnson (rojen 1930) imenoval in opisal 92 teles, ki jih imenujemo Johnsonova telesa.

## Dualni polieder
Dualni polieder giro podaljšane petstrane piramide ima 11 stranskih ploskev: 5 deltoidov, 1 pravilni in 5 nepravilnih petkotnikov.
| Dualno telo giro podaljšane petstrane piramide | Mreža dualnega telesa |
| ---------------------------------------------- | --------------------- |
|                                                |                       |